# Thürmsdorf
Thürmsdorf je vesnice, místní část obce Struppen v německé spolkové zemi Sasko. Nachází se v zemském okrese Saské Švýcarsko-Východní Krušné hory a má 372 obyvatel.

## Historie
Thürmsdorf byl založen ve středověku jako lesní lánová ves. První písemná zmínka pochází z roku 1420, kdy je vesnice s poplužním dvorem zmíněna jako Termestorff. Roku 1606 ve vsi stál rytířský statek. Název Thürmsdorff se prvně objevuje v roce 1721. V roce 1973 byl k Thürmsdorfu připojen sousední Weißig a společně se roku 1994 sloučily s obcí Struppen.

## Geografie
Thürmsdorf leží východně od Struppenu v pískovcové oblasti Saského Švýcarska v meandru řeky Labe, na jejímž levém břehu se nachází (břeh Labe ale již patří k sousednímu městu Königstein). Nejvyšším vrcholem vsi je Kleiner Bärenstein (338 m) a páteřním tokem vsi je potok Pehna. Mimo zástavbu náleží území Thürmsdorfu k Chráněné krajinné oblasti Saské Švýcarsko. Východně od vsi, již mimo katastrální území, prochází labským údolím železniční trať Děčín–Drážďany. Thürmsdorfem prochází Malířská cesta.

## Pamětihodnosti
- zámek Thürmsdorf
- Biedermann-Mausoleum, od roku 2016 využívané jako Malerweg-Kapelle